# Unicodeblock Georgisch, Ergänzung
Der Unicodeblock Georgisch, Ergänzung (englisch Georgian Supplement, U+2D00 bis U+2D2F)
enthält die Nuschuri-Kleinbuchstaben des Chutsuri-Alphabets, in dem die georgische Sprache früher geschrieben wurde. Die heute noch verwendeten Mchedruli-Buchstaben befinden sich im Unicodeblock Georgisch.

## Tabelle
Alle Zeichen haben die Kategorie „Kleinbuchstabe“
und die bidirektionale Klasse „Links nach rechts“.
| Unicodenummer  | Zeichen (400 %) | Offizielle Bezeichnung     | Beschreibung                    |
| -------------- | --------------- | -------------------------- | ------------------------------- |
| U+2D00 (11520) | ⴀ               | GEORGIAN SMALL LETTER AN   | Georgischer Kleinbuchstabe An   |
| U+2D01 (11521) | ⴁ               | GEORGIAN SMALL LETTER BAN  | Georgischer Kleinbuchstabe Ban  |
| U+2D02 (11522) | ⴂ               | GEORGIAN SMALL LETTER GAN  | Georgischer Kleinbuchstabe Gan  |
| U+2D03 (11523) | ⴃ               | GEORGIAN SMALL LETTER DON  | Georgischer Kleinbuchstabe Don  |
| U+2D04 (11524) | ⴄ               | GEORGIAN SMALL LETTER EN   | Georgischer Kleinbuchstabe En   |
| U+2D05 (11525) | ⴅ               | GEORGIAN SMALL LETTER VIN  | Georgischer Kleinbuchstabe Vin  |
| U+2D06 (11526) | ⴆ               | GEORGIAN SMALL LETTER ZEN  | Georgischer Kleinbuchstabe Zen  |
| U+2D07 (11527) | ⴇ               | GEORGIAN SMALL LETTER TAN  | Georgischer Kleinbuchstabe Tan  |
| U+2D08 (11528) | ⴈ               | GEORGIAN SMALL LETTER IN   | Georgischer Kleinbuchstabe In   |
| U+2D09 (11529) | ⴉ               | GEORGIAN SMALL LETTER KAN  | Georgischer Kleinbuchstabe Kan  |
| U+2D0A (11530) | ⴊ               | GEORGIAN SMALL LETTER LAS  | Georgischer Kleinbuchstabe Las  |
| U+2D0B (11531) | ⴋ               | GEORGIAN SMALL LETTER MAN  | Georgischer Kleinbuchstabe Man  |
| U+2D0C (11532) | ⴌ               | GEORGIAN SMALL LETTER NAR  | Georgischer Kleinbuchstabe Nar  |
| U+2D0D (11533) | ⴍ               | GEORGIAN SMALL LETTER ON   | Georgischer Kleinbuchstabe On   |
| U+2D0E (11534) | ⴎ               | GEORGIAN SMALL LETTER PAR  | Georgischer Kleinbuchstabe Par  |
| U+2D0F (11535) | ⴏ               | GEORGIAN SMALL LETTER ZHAR | Georgischer Kleinbuchstabe Zhar |
| U+2D10 (11536) | ⴐ               | GEORGIAN SMALL LETTER RAE  | Georgischer Kleinbuchstabe Rae  |
| U+2D11 (11537) | ⴑ               | GEORGIAN SMALL LETTER SAN  | Georgischer Kleinbuchstabe San  |
| U+2D12 (11538) | ⴒ               | GEORGIAN SMALL LETTER TAR  | Georgischer Kleinbuchstabe Tar  |
| U+2D13 (11539) | ⴓ               | GEORGIAN SMALL LETTER UN   | Georgischer Kleinbuchstabe Un   |
| U+2D14 (11540) | ⴔ               | GEORGIAN SMALL LETTER PHAR | Georgischer Kleinbuchstabe Phar |
| U+2D15 (11541) | ⴕ               | GEORGIAN SMALL LETTER KHAR | Georgischer Kleinbuchstabe Khar |
| U+2D16 (11542) | ⴖ               | GEORGIAN SMALL LETTER GHAN | Georgischer Kleinbuchstabe Ghan |
| U+2D17 (11543) | ⴗ               | GEORGIAN SMALL LETTER QAR  | Georgischer Kleinbuchstabe Qar  |
| U+2D18 (11544) | ⴘ               | GEORGIAN SMALL LETTER SHIN | Georgischer Kleinbuchstabe Shin |
| U+2D19 (11545) | ⴙ               | GEORGIAN SMALL LETTER CHIN | Georgischer Kleinbuchstabe Chin |
| U+2D1A (11546) | ⴚ               | GEORGIAN SMALL LETTER CAN  | Georgischer Kleinbuchstabe Can  |
| U+2D1B (11547) | ⴛ               | GEORGIAN SMALL LETTER JIL  | Georgischer Kleinbuchstabe Jil  |
| U+2D1C (11548) | ⴜ               | GEORGIAN SMALL LETTER CIL  | Georgischer Kleinbuchstabe Cil  |
| U+2D1D (11549) | ⴝ               | GEORGIAN SMALL LETTER CHAR | Georgischer Kleinbuchstabe Char |
| U+2D1E (11550) | ⴞ               | GEORGIAN SMALL LETTER XAN  | Georgischer Kleinbuchstabe Xan  |
| U+2D1F (11551) | ⴟ               | GEORGIAN SMALL LETTER JHAN | Georgischer Kleinbuchstabe Jhan |
| U+2D20 (11552) | ⴠ               | GEORGIAN SMALL LETTER HAE  | Georgischer Kleinbuchstabe Hae  |
| U+2D21 (11553) | ⴡ               | GEORGIAN SMALL LETTER HE   | Georgischer Kleinbuchstabe He   |
| U+2D22 (11554) | ⴢ               | GEORGIAN SMALL LETTER HIE  | Georgischer Kleinbuchstabe Hie  |
| U+2D23 (11555) | ⴣ               | GEORGIAN SMALL LETTER WE   | Georgischer Kleinbuchstabe We   |
| U+2D24 (11556) | ⴤ               | GEORGIAN SMALL LETTER HAR  | Georgischer Kleinbuchstabe Har  |
| U+2D25 (11557) | ⴥ               | GEORGIAN SMALL LETTER HOE  | Georgischer Kleinbuchstabe Hoe  |
| U+2D27 (11559) | ⴧ               | GEORGIAN SMALL LETTER YN   | Georgischer Kleinbuchstabe Yn   |
| U+2D2D (11565) | ⴭ               | GEORGIAN SMALL LETTER AEN  | Georgischer Kleinbuchstabe Aen  |